# 735

## Nașteri
- Alcuin, învățat, consilier al lui Carol cel Mare (d. 804)

## Decese
- dată necunoscută: Beda Venerabilul  (n. 672)
- dată necunoscută: Odo cel Mare  (n. ?)